# Mijl 81
Mijl 81 (oorspronkelijke titel Mile 81) is een novelle uit 2011 van Stephen King, oorspronkelijk gepubliceerd als e-boek. Een schriftelijke versie van het verhaal verscheen in 2015 in Kings verhalenbundel De bazaar van boze dromen.

## Verhaal
De tienjarige Pete Simmons mag - voor zijn eigen veiligheid - niet meedoen met een spel dat zijn oudere broer George en diens vrienden gaan spelen. Daarom gaat hij in zijn eentje naar een afgesloten parkeerplaats om zich daar te vermaken. Onderweg vindt hij een halfvolle fles wodka en neemt die mee. Omdat oudere kinderen het bijbehorende verlaten wegrestaurant gebruiken om stiekem te drinken en seks te hebben, kan Pete binnenkomen. Hij neemt een paar slokjes wodka en valt in slaap op een matras.
Terwijl Pete slaapt, stopt er een stationwagen vol modder naast het wegrestaurant. Het portier aan de bestuurderskant gaat open, maar er stapt niemand uit. Verzekeringsagent Doug Clayton rijdt langs, ziet de stationwagen en besluit te gaan kijken of er iemand hulp nodig heeft. Hij probeert het portier aan de passagierskant te openen, maar daarbij verdwijnt heel het vlees van zijn hand. Daarna wordt hij naar binnengetrokken en eet de 'auto' de rest van Simmons op.
Na Simmons stoppen ook paardeneigenaar Julianne Vernon en de familie Lussier langs het wegrestaurant. Ook zij worden opgegeten zodra ze te dicht bij de stationwagen komen. In het geval van Carla en Johnny Lussier gebeurt dit voor de ogen van hun zesjarige dochter Rachel en vierjarige zoontje Blake. Het meisje haalt haar broertje uit de Ford Expedition van hun ouders en belt het alarmnummer om hulp te vragen. Naar aanleiding van Rachels telefoontje gaat politieagent Jimmy Golding naar het wegrestaurant. Nadat hij doorkrijgt dat er een aantal lege auto's staat, maar er geen enkele volwassene in de buurt is, vraagt hij het hoofdbureau om versterking te sturen. De kinderen vertellen hem dat de stationwagen hun ouders heeft opgegeten. Hij neemt dit niet letterlijk en houdt daarom te weinig afstand. Daarop verslindt de wagen ook hem.
Wakker geworden van het geschreeuw van Rachel, heeft Pete gezien wat er met agent Golding gebeurde. Hij gaat naar buiten om te voorkomen dat Rachel en Pete in paniek de snelweg oprennen. Hij was van plan om zijn broer en diens vrienden te imponeren met een truc met zijn vergrootglas en heeft het daarom nog steeds bij zich. Dit brengt hem op een idee. Met net genoeg afstand tussen de monsterauto en hemzelf houdt hij het vergrootglas tussen de zon en de wagen om zo een zo geconcentreerd mogelijke bundel licht op de zijkant te richten. Dit heeft tot gevolg dat de wagen na een tijdje begint te roken en dan te branden. De auto trekt zich ten slotte kermend samen en schiet dan weg, de lucht in. Agent Al Andrews arriveert nog net op tijd om hem uit zicht te zien verdwijnen.

## Noot
De versie van het verhaal die is opgenomen in De bazaar van boze dromen is langer dan dat in het oorspronkelijke e-boek. Dit uit zich met name in een hoger aantal slachtoffers van de monsterauto.